# كول شين
كول شين (بالفرنسية: Kool Shen)‏ هو رابر وممثل فرنسي، ولد في 9 فبراير 1966 في فرنسا.

## وصلات خارجية
- كول شين على موقع IMDb (الإنجليزية)
- كول شين على موقع ألو سيني (الفرنسية)
- كول شين على موقع ميوزك برينز (الإنجليزية)
- كول شين على موقع أول موفي (الإنجليزية)
- كول شين على موقع أول ميوزيك (الإنجليزية)
- كول شين على موقع ديسكوغز (الإنجليزية)
- كول شين على موقع قاعدة بيانات الفيلم (الإنجليزية)
- كول شين على موقع كينوبويسك (الروسية)